# スペイン戦争 (曲)
「スペイン戦争」（スペインせんそう、Spanish Bombs）は、ジョー・ストラマーが歌うザ・クラッシュの曲。1979年の2枚組アルバム『ロンドン・コーリング』収録。スペイン内戦と、ジョー・ストラマーがウェセックス・スタジオから帰宅する道中にギャビー・ソルターに聞かせた、1959年にスペインで設立されたバスクの武装民族独立組織ETAについて歌ったものである。
1988年の『ザ・ストーリー・オブ・ザ・クラッシュ』、1991年の『クラッシュ・オン・ブロードウェイ』にも収録されている。
ドイツのロック・ミュージシャン：リオ・ライザー、メキシコのスカ・ロック・パンクバンド：ティファナ・ノー!と、そのリードシンガー：セシ・バスティーダによってカヴァーされた。

## スペイン内戦との関連
「スペイン戦争」は共和主義者（範囲は中道派から革命的無政府主義者、共産主義者にまでおよぶ）のヒロイズムを賞賛する。スペイン内戦での衝突は1936年7月17日から1939年4月1日にわたり国土を荒廃させ、フランシスコ・フランコ（後に36年間におよぶ独裁政治を行う）率いる国民戦線軍（反乱軍）の勝利に終わった。内戦に関する多くの地名、人名が歌詞に登場する。アンダルシアは反乱によって1936年に制圧された最初の地域の1つである。アンダルシアの詩人フェデリコ・ガルシーア・ロルカ（歌詞ではフェデリコ・ロルカ、ジョーは個人的にロルカを敬愛していた）は反乱軍により銃殺された。「治安警察」 (Guardia Civil または Civil Guard) はスペインの内務省と国防省の管理下にある武装警察である。「彼らは赤い旗を歌い、黒い旗を身にまとう」という詞は社会主義の象徴である赤旗と「赤旗の歌」、そして無政府主義者のシンボルである黒旗に関連する。アナルコサンディカリスムの全国労働者組合 (CNT)も、無政府共産主義の赤と黒の旗を翻す。